# Trichoniscus garevi
Trichoniscus garevi là một loài chân đều trong họ Trichoniscidae. Loài này được Andreev miêu tả khoa học năm 2000.